# استخوان‌لایه
در دانش سنگواره‌های باستانی به هر لایهٔ رسوبی که از قطعات استخوان، دندان، فلس، پیخال و دیگر واریزه‌های آلی تشکیل شده‌است استخوان‌لایه (انگلیسی: Bone bed) می‌گویند.